# Comunidad de Taizé
La Comunidad de Taizé es una comunidad monástica cristiana ecuménica, fundada en 1940 por el teólogo suizo Roger Schutz, conocido como Hermano Roger, en la localidad de Taizé, Francia, que continúa siendo su sede. Es reconocida mundialmente como un foco de ecumenismo.

## Fundación
Estudiante de teología e hijo de un pastor protestante, Roger Schutz se sintió impelido en agosto de 1940 a «construir una vida de comunidad en la que la reconciliación según el Evangelio, sería vivida en una realidad concreta». Con este objetivo abandonó Suiza, que permanecía neutral respecto a la Segunda Guerra Mundial, y pasó a Francia, país natal de su madre y dividido por la ocupación alemana. Viajando en bicicleta, el 20 de agosto de 1940 llegó a Taizé, aldea de la región de Borgoña cercana a la línea de separación entre la zona ocupada y la zona libre gobernada por el régimen de Vichy. Encontró una casa en venta en lo alto de una colina y, tras regresar al hogar paterno para consultar a su padre, volvió a Taizé, se la compró a su propietaria y comenzó a vivir en ella. Poco después solicitó a su hermana pequeña, Geneviève, que se estableciera con él en Taizé para ayudarlo. Roger y Geneviève, viviendo en condiciones austeras, comenzaron a ocultar a personas refugiadas, entre ellas judíos o refugiados políticos que huían de la zona ocupada. A la vez, Roger efectuaba sus oraciones solo, en su habitación o en los alrededores de la casa, invitando a las personas refugiadas que quisieran rezar a que hicieran lo mismo, para evitar molestar a los judíos o agnósticos que se encontrasen allí. En 1942, con Francia enteramente ocupada, la Gestapo investigó la casa y su actividad. Un oficial francés, amigo de la familia Schutz, avisó a tiempo a Roger y Geneviève, y en otoño de 1942 volvieron a Suiza. En Ginebra Roger conoció a 2 estudiantes, Max Thurian y Pierre Souvairan, que habían leído su folleto y se convertirían en sus primeros Hermanos. Se establecieron juntos en un pequeño apartamento, donde más tarde se les unió Daniel de Montmollin. Iniciaron una vida de trabajo en común y de oración, en el celibato y en la comunidad de bienes, renovando su promesa cada año. Max preparaba una tesina sobre la liturgia y Roger retomó la suya sobre un tema relacionado con lo que entonces empezaba a tomar forma: El ideal monástico antes de San Benito y su conformidad con el Evangelio. Comenzaron a acudir a la catedral para rezar a diario, primero en una capilla y luego en la zona principal de la catedral misma, con Geneviève tocando el órgano para acompañar su oración. Muchas personas, entre ellas numerosos jóvenes, comenzaron a asistir asiduamente a la oración común antes de entrar a sus trabajos. De la misma forma, el apartamento estaba siempre lleno de huéspedes. En el otoño de 1944, con la II Guerra Mundial cercana a su fin y Francia ya liberada de la ocupación alemana, Roger y sus 3 hermanos de comunidad volvieron a Taizé,  inicio a la vida comunitaria en la colina, en condiciones extremadamente austeras. A medida que pasaba el tiempo, se les fueron uniendo algunos hombres más. El 17 de abril de 1949, día de Pascua, Roger Schutz y los hermanos Max Thurian, Pierre Souvairan, Daniel de Montmollin, Robert Giscard, Axel Lochen y Albert Lacour llevaron a cabo su compromiso para toda la vida en la vida de comunidad, el celibato y la vida sencilla.

## Evolución de la Comunidad
En los años 50 algunos hermanos abandonaron la colina de Taizé hacia lugares donde la pobreza es extrema, para vivir junto a los que más sufren. El Hermano Roger permaneció como prior de la comunidad hasta su muerte a los 90 años, el 16 de agosto de 2005, apuñalado por una mujer rumana con aparentes trastornos mentales durante la oración vespertina en Taizé. Su sucesor, designado por él mismo unos años antes, es el hermano Alois Löser. 

Cuando la Iglesia escucha, sana, reconcilia, llega a ser lo que es en lo más luminoso de ella misma: límpido reflejo de un amor.
Hermano Roger

### Priores de la Comunidad
- 1946 - 2005: Hermano Roger (Roger Schutz)
- 2005 - 2023: Hermano Alois (Alois Löser)
- 2023: Hermano Matthew (Andrew Thorpe)

## La Comunidad de Taizé en la actualidad
La Comunidad de Taizé se ha ido desarrollando a lo largo de los años. Actualmente, se compone de un centenar de hermanos originarios de una treintena de países y que son cristianos procedentes de diversas confesiones. La Comunidad es un signo visible y palpable de la reconciliación y unidad de los cristianos. La Comunidad no acepta ningún donativo y los hermanos se ganan la vida con su trabajo, y sus herencias personales las dan a los más pobres. Hay pequeñas fraternidades de hermanos en los barrios pobres de Asia, América del Sur y del Norte y África. Los momentos importantes en Taizé están marcados por la oración común, que tiene lugar en la Iglesia de la Reconciliación tres veces al día. Al son de las campanas se paralizan los trabajos, los encuentros, y todos, jóvenes, mayores y niños, se reúnen con los hermanos para la oración. La pequeña comunidad monástica se centra en la oración, la meditación cristiana y la reconciliación. Taizé ha creado un estilo único musical que refleja la naturaleza meditativa de la comunidad. En la música de Taizé se repiten, o se cantan en canon frases sencillas, normalmente versos de los Salmos. Y tienen encuentros todos los años en distintos países.

## Encuentros internacionales en Taizé
Mucho antes de la caída del muro de Berlín, los hermanos de Taizé iban discretamente a los países del Este a encontrarse con los jóvenes. De ahí el contacto privilegiado de Taizé con la Europa del Este. Desde finales de los años '50, Taizé fue lugar de peregrinación y encuentro para jóvenes del mundo entero donde poder celebrar la reconciliación de los Cristianos y lugar de encuentro con Dios. Jóvenes del mundo entero peregrinan hasta Taizé para participar en los encuentros que tienen lugar cada semana de domingo a domingo en la colina. 

Unos 18.000 jóvenes procedentes de varios países celebraron la fiesta de Pascua de 1973 sobre la colina de Taizé en Borgoña. La aldea se ha convertido en uno de los primeros centros europeos de agrupación de personas menores de 30 años, hasta el punto de que se hizo preciso derribar la fachada de la iglesia para agrandarla por un inmenso capitel en forma de circo. ¿Qué es lo que arrastra a las gentes a Taizé? Visitantes los ha habido siempre. Desde hacía tiempo, la colina se había convertido en un intenso foco de ecumenismo: protestante en su origen (1944), su comunidad monástica llevó el amor por la unidad al extremo de integrar «hermanos» pertenecientes a otras confesiones cristianas. Pero fue la proclamación en 1970 del «Concilio de los jóvenes» la que había de dar lugar a un movimiento sin precedentes. En 1972, 100.000 personas de más de 100 nacionalidades distintas se reunieron en Taizé. 

El tema de esta enorme asamblea fue: «Lucha y contemplación para ser hombres de comunión».
Robert Sole. El «Concilio de los jóvenes» en Taizé". Le Monde, 25 de abril de 1973

Taizé es famosa por sus encuentros de jóvenes, que son acogidos por la Comunidad durante todo el año en gran número. Taizé organiza además, desde 1978 y anualmente, un encuentro de cinco días en una gran ciudad europea, del 28 de diciembre al 1 de enero, al que asisten decenas de miles de jóvenes. Con motivo del Encuentro Europeo el Hermano Roger publicaba todos los años una "carta" traducida a más de 60 idiomas y que sería retomada en los encuentros de Taizé. Representantes de las Iglesias peregrinan a Taizé para «refrescarse en las fuentes de la fe». Hasta Taizé peregrinaron el papa Juan Pablo II, el papa Juan XXIII cuando entonces era nuncio apostólico en París (ambos grandes amigos del Hermano Roger), 3 Arzobispos de Canterbury, patriarcas ortodoxos, 14 obispos luteranos de Suecia y numerosos pastores, sacerdotes y Obispos del mundo entero. La Madre Teresa de Calcuta también peregrinó a Taizé y mantuvo una estrecha amistad con el hermano Roger a través de los años. En 1966, la comunidad de las Hermanas de San Andrés comenzó a asumir una parte de las tareas de acogida.

### Lista de encuentros europeos de fin de año
- 1978 - París (Francia)
- 1979 - Barcelona (España)
- 1980 - Roma (Italia)
- 1981 - Londres (Reino Unido)
- 1982 - Roma (Italia)
- 1983 - París (Francia)
- 1984 - Colonia (Alemania)
- 1985 - Barcelona (España)
- 1986 - Londres (Reino Unido)
- 1987 - Roma (Italia)
- 1988 - París (Francia)
- 1989 - Breslavia (Polonia)
- 1990 - Praga (Checoslovaquia)
- 1991 - Budapest (Hungría)
- 1992 - Viena (Austria)
- 1993 - Múnich (Alemania)
- 1994 - París (Francia)
- 1995 - Breslavia (Polonia)
- 1996 - Stuttgart (Alemania)
- 1997 - Viena (Austria)
- 1998 - Milán (Italia)
- 1999 - Varsovia (Polonia)
- 2000 - Barcelona (España)
- 2001 - Budapest (Hungría)
- 2002 - París (Francia)
- 2003 - Hamburgo (Alemania)
- 2004 - Lisboa (Portugal)
- 2005 - Milán (Italia)
- 2006 - Zagreb (Croacia)
- 2007 - Ginebra (Suiza)
- 2008 - Bruselas (Bélgica)
- 2009 - Poznań (Polonia)
- 2010 - Róterdam (Holanda)
- 2011 - Berlín (Alemania)
- 2012 - Roma (Italia)
- 2013 - Estrasburgo (Francia)
- 2014 - Praga (República Checa)
- 2015 - Valencia (España)
- 2016 - Riga (Letonia)
- 2017 - Basilea (Suiza)
- 2018 - Madrid (España)
- 2019 - Breslavia (Polonia)
- 2020 - Previsto en Turín (Italia), anulado por el COVID-19
- 2021 - Turín (Italia)
- 2022 - Rostock (Alemania)
- 2023 - Liubliana (Eslovenia)

### Lista de otros encuentros continentales
- 1985 - Madrás (India)
- 1988 - Madrás (India)
- 1991 - Manila (Filipinas)
- 1992 - Dayton, Ohio (Estados Unidos)
- 1995 - Johannesburgo (Sudáfrica)
- 2006 - Calcuta (India)
- 2007 - Cochabamba (Bolivia)
- 2008 - Nairobi (Kenia)
- 2010 - Manila (Filipinas)
- 2010 - Santiago (Chile)
- 2012 - Kigali (Ruanda)
- 2014 - Ciudad de México (México)
- 2016 - Cotonú (Benín)